# Miodownica sosnowa
Miodownica sosnowa (Cinara pini) – mszyca z rodziny miodownicowatych.
Dorasta do 4 mm długości. Żeruje na sosnach. Ciało miodownicy pokryte jest białą, delikatną watowatą wydzieliną gruczołów woskowych. Jaja są czarne, błyszczące, przyklejone do wierzchniej strony igieł w rządkach po 2–4 sztuki. Zimują jaja oraz bezskrzydłe, partenogenetyczne samice, które można spotkać na wiosnę na wierzchołkach zeszłorocznych i u podstaw tegorocznych pędów. Samice dają początek kolejnemu pokoleniu partenogenetycznych samic. Dopiero jesienią nowe samice wydają pokolenie obupłciowe. Samice po zapłodnieniu składają jaja.
Występuje w Europie i północnej Azji.